# Karl von Dörnberg (Verwaltungsjurist, 1782)
Karl Emil Heinrich Freiherr von Dörnberg (* 8. November 1782 auf Schloss Hausen; † 19. Januar 1850 in Marburg) war ein deutscher Jurist und Regierungspräsident der Provinz Fulda.

## Leben

### Herkunft und Familie
Karl Emil Heinrich Freiherr von Dörnberg entstammte dem Geschlecht der Freiherren von Dörnberg, das zum evangelischen hessischen Uradel gehörte. Von 1732 an hatten die von Dörnberg das Hofamt des Erbküchenmeisters (Erbhofmeisters) von Hessen-Kassel inne. Er war der Sohn des Freiherrn Ferdinand Wilhelm Ernst Freiherr von Dörnberg (1752–1788) und dessen Gemahlin Wilhelmine Friederike Luise von und zu Mansbach [1753–1790].
Sein Bruder Wilhelm war Oberforstmeister und Abgeordneter der Landstände.
Er war verheiratet mit Ernestine Katharina Luise von der Malsburg (178–1842). Nach deren Tod heiratete er 1846 Sophie Freiin Schenk zu Schweinsberg (1796–1873), Tochter des Ministers Ferdinand Schenck zu Schweinsberg.

### Wirken
Karl absolvierte ein Studium der Rechtswissenschaften an der Philipps-Universität Marburg und Georg-August-Universität Göttingen und wurde anschließend Regierungsassessor im Landkreis Grafschaft Schaumburg in Rinteln. Er wechselte zur Bezirksregierung Kassel und war hier 1814 als Justizrat eingesetzt. In dieser Funktion war er zugleich Kriegsrat und Mitglied des Kriegskollegiums. Seine Ernennung zum Obergerichtsrat fiel in das Jahr 1822, als er im Zivilsenat und später im Kriminalsenat eingesetzt war. 1827 wechselte er in gleicher Funktion zum Gericht Hanau und kam 1831 wieder zum Gericht nach Kassel zurück, wo er im Kriminalsenat tätig war. Im selben Jahr erhielt er die Ernennung zum Geheimer Justizrat und kam als Obergerichtsdirektor nach Rinteln. 1833 wurde er Konsistorialdirektor in Marburg.
Die Ernennung zum Regierungspräsidenten der Provinz Fulda fiel auf den 1. August 1846. In diesem Amt blieb er bis 1847.
Damit war er Leiter der Provinzregierung. Die Behörde war in der mittleren Ebene des Kurfürstentums Hessen angesiedelt.

### Auszeichnungen
- Kommandeurskreuz II. Klasse des Hausordens vom Goldenen Löwen
- Ritter des Königlich Preußischen Johanniterordens